# Lukulu
Lukulu  este un oraș în Provinciei de Vest din Zambia și reședința districtului omonim. Localitatea este situată pe fluviul Zambezi.